# Keleti Egyházak Kongregációja

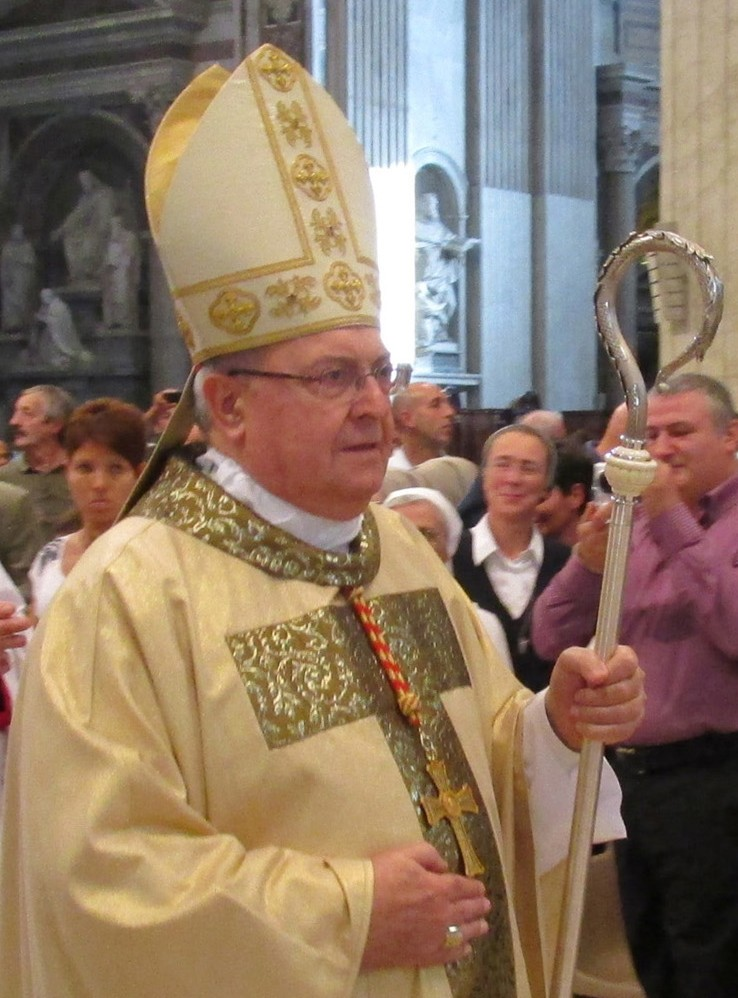
A kongregáció jelenlegi vezetője az argentin származású Leonardo Sandri

A Keleti Egyházak Kongregációja (latinul: Congregatio pro Ecclesiis Orientalibus) a Római Kúria egyik hivatala, amely a keleti katolikus egyházak egyházmegyéi, püspökei, papjai, szerzetesei és hívei felett ugyanazokkal a jogosítványokkal bír, mint a latin szertartásúak felett a püspöki, a papi, a szerzetesi és a nevelési kongregációk.

## Története
IX. Piusz pápa 1862. január 6-án alapította Sacra Congregatio de Propaganda Fide pro negotiis Rituum Orientalum néven a Hitterjesztési Kongregáció (mai nevén: Népek Evangelizációjának Kongregációja) keretében egy külön ügyosztályként, amelynek maga lett a titkára. XV. Benedek pápa 1917. május 1-jén önállósította Keleti Egyházügyi Szent Kongregáció (Sacra Congregatio pro Ecclesia Orientali) néven, amelynek joghatóságát kiterjesztette minden egyesült keleti egyházra. Hatáskörét XI. Pius pápa 1938. március 25-étől jelentősen megnövelte. 1984-ben nyerte el mai nevét.

## Feladat- és jogköre
Illetékessége nem csak bizonyos ügyekre, hanem bizonyos személyek és területek minden ügyére szól. A kongregációhoz tartozik (némely kivételtől eltekintve) a keleti rítusú katolikusokkal kapcsolatos minden ügy, még akkor is, ha az „vegyes”, vagyis más rítusúakat is érint. A keleti rítusúak fölött is megmarad azonban a Hittani Kongregáció, a Szentté Avatási Kongregáció, az Apostoli Penitenciária, az Apostoli Szignatúra, a Római Rota Bírósága, valamint az el nem hált házasságokra nézve az Istentiszteleti és Szentségi Fegyelmi Kongregáció hatásköre. De a Keleti Egyházak Kongregációja elé tartozik az ún. keleti területek minden ügye, így a missziós és pasztorális tevékenység egészét (például a püspökök kinevezését) illetően még a terület tisztán latin ügyei is (kivételt képeznek a latin rítusú hívők nem missziós vagy apostoli, hanem például magánjellegű vallási, vagy szentségi problémái). A Keleti Egyházak Kongregációja saját földrajzi területe az, ahol a keleti rítusok régi idők óta számbeli túlsúlyban vannak. 1938. március 25-én e területeket XI. Piusz pápa Sancta Dei Ecclesia motu propriója és a hozzáfűzött kiegészítések határozzák meg. Így kizárólagos hatalma van az alábbi területek felett: Egyiptom, Sínai-félsziget, Eritrea és Észak-Etiópia, Dél-Albánia, Bulgária, Ciprus, Görögország, Irán, Irak, Libanon, Palesztina, Szíria, Jordánia, Törökország és Afganisztán.
A joghatósága alá tartozó területek vizitálása mellett a kongregáció az ad limina látogatások és a keleti rítusú szinódusok előkészítésében is részt vesz.
Az eljárás módját tekintve a kongregáció a VI. Pál pápa által bevezetett kúriai reform óta csak közigazgatási hatóság. Bírói úton már nem járhat el.

## Szervezete
Szerkezeti sajátossága, hogy tagjai az összes keleti katolikus pátriárkák és nagyérsekek, valamint a Keresztények Egysége Pápai Tanácsának az elnöke is.
Különböző munkabizottságok működnek e kongregáción belül. Különösen fontos a Rendkívüli Liturgikus Bizottság, mivel a keleti kereszténység lelkiségének és önazonosságának a liturgia kivételes fontosságú forrása.
A kongregáció a vallási, szociális és oktatási téren legrászorultabb keleti egyházak megsegítésére hozta létre a Keleti Egyházak Segélyszervezetét (ROACO), amely különböző szervezetekből áll, és a begyűjtött adományokat eljuttatja a rászorultak részére. Ilyen szervezet pl.: Catholic Near East Welfare Association; Ouvre D’Orient; Catholica Unio; Apostolat voor de Oosterse Kerken; Misereor; Missio; Catholic Relief Services; Szentsír Lovagrend.

### Jelenlegi vezetése
| Fénykép | Név, beosztás                         | Országa     | Kinevezés dátuma  |
| ------- | ------------------------------------- | ----------- | ----------------- |
|         | Leonardo Sandri bíboros prefektus     | Argentína   | 2007. június 9.   |
|         | Giorgio Demetrio Gallaro érsek titkár | Olaszország | 2020. február 25. |

### Korábbi vezetői

#### Titkárok (1967-ig)
1917-től 1967 a kongregáció prefektusa mindig maga a pápa volt.
- Niccolò Marini (1917-1922)
- Giovanni Tacci Porcelli (1922-1927)
- Luigi Sincero (1927-1936)
- Eugène-Gabriel-Gervais-Laurent Tisserant (1936-1959)
- Amleto Giovanni Cicognani (1959-1961)
- Gabriel Acacius Coussa (1961-1962)
- Gustavo Testa (1962-1967)

#### Prefektusok
- Gustavo Testa (1967-1968)
- Maximilien de Furstenberg (1968-1973)
- Paul-Pierre Philippe (1973-1980)
- Władysław Rubin (1980-1985)
- Duraisamy Simon Lourdusamy (1985-1991)
- Achille Silvestrini (1991-2000)
- I. Ignace Moussa Daoud pátriárka (2000- 2007. június 9.)
- Leonardo Sandri (2007. június 9. - jelenleg is)

## Magyar érdekeltségek
A kongregáció magyar tagjai:
- Erdő Péter bíboros, prímás, esztergom-budapesti érsek (2015. június 5-től)
- Kocsis Fülöp, hajdúdorogi metropolita (2015. május 5-től)

## Lásd még
- Római Kúria
- Keleti katolikus egyházak